# Municipio de Rat Lake
El municipio de Rat Lake (en inglés: Rat Lake Township) es un municipio ubicado en el condado de Mountrail en el estado estadounidense de Dakota del Norte. En el año 2010 tenía una población de 21 habitantes y una densidad poblacional de 0,23 personas por km².

## Geografía
El municipio de Rat Lake se encuentra ubicado en las coordenadas 48°8′47″N 102°37′24″O / 48.14639, -102.62333. Según la Oficina del Censo de los Estados Unidos, el municipio tiene una superficie total de 92.93 km², de la cual 92,54 km² corresponden a tierra firme y (0,41 %) 0,38 km² es agua.

## Demografía
Según el censo de 2010, había 21 personas residiendo en el municipio de Rat Lake. La densidad de población era de 0,23 hab./km². De los 21 habitantes, el municipio de Rat Lake estaba compuesto por el 100 % blancos. Del total de la población el 0 % eran hispanos o latinos de cualquier raza.